# Tennis vid olympiska sommarspelen 2016
Tennis vid olympiska sommarspelen 2016 spelades mellan den 6 och 14 augusti på Centro Olímpico de Tênis i Rio de Janeiro i Brasilien. Kvalificeringen skedde senast den 6 juni 2016 och totalt deltog runt 86 män och 86 kvinnor i fem grenar.

## Medaljsammanfattning
| Gren                    | Guld                                         | Silver                                   | Brons                                     |
| Damsingel Detaljer...   | Mónica Puig Puerto Rico                      | Angelique Kerber Tyskland                | Petra Kvitová Tjeckien                    |
| Damdubbel Detaljer...   | Jekaterina Makarova, Jelena Vesnina Ryssland | Timea Bacsinszky, Martina Hingis Schweiz | Lucie Šafářová, Barbora Strýcová Tjeckien |
| Herrsingel Detaljer...  | Andy Murray Storbritannien                   | Juan Martín del Potro Argentina          | Kei Nishikori Japan                       |
| Herrdubbel Detaljer...  | Marc López, Rafael Nadal Spanien             | Florin Mergea, Horia Tecău Rumänien      | Steve Johnson, Jack Sock USA              |
| Mixeddubbel Detaljer... | Bethanie Mattek-Sands, Jack Sock USA         | Venus Williams, Rajeev Ram USA           | Lucie Hradecká, Radek Štěpánek Tjeckien   |

Denna tabell: visa • redigera

## Medaljtabell
| Pl.    | Nation         | Guld | Silver | Brons | Totalt |
| ------ | -------------- | ---- | ------ | ----- | ------ |
| 1      | USA            | 1    | 1      | 1     | 3      |
| 2      | Puerto Rico    | 1    | 0      | 0     | 1      |
| 2      | Spanien        | 1    | 0      | 0     | 1      |
| 2      | Ryssland       | 1    | 0      | 0     | 1      |
| 2      | Storbritannien | 1    | 0      | 0     | 1      |
| 6      | Tyskland       | 0    | 1      | 0     | 1      |
| 6      | Rumänien       | 0    | 1      | 0     | 1      |
| 6      | Schweiz        | 0    | 1      | 0     | 1      |
| 6      | Argentina      | 0    | 1      | 0     | 1      |
| 10     | Tjeckien       | 0    | 0      | 3     | 3      |
| 11     | Japan          | 0    | 0      | 1     | 1      |
| Totalt | Totalt         | 5    | 5      | 5     | 15     |